# Len Parker
Len Parker (30 september 1904) was een Brits motorcoureur. Hij won de Sidecar TT tijdens de TT van Man van 1925.
Len Parker startte voor het eerst op het eiland Man tijdens het eerste Manx Amateur Road Race Championship in 1923. Hij reed met een Douglas, maar haalde de finish niet. Hij kwam zelfs niet verder dan de eerste mijl, omdat hij aan de voet van Bray Hill al werd uitgeschakeld door een lekke band. Toch werd hij als fabrieksrijder toegevoegd aan het team van Douglas, waar hij in 1924 samen met Freddie Dixon, Alfie Alexander en Jim Whalley kon beschikken over de nieuwe, door Les Bailey ontwikkelde Douglas RA 24. Ook hier viel hij uit. Vervolgens startte hij in de Sidecar TT van 1925. Met bakkenist Ken Horstman wist hij die te winnen. Het was niet alleen zijn enige overwinning op Man, het was ook de enige keer dat hij de finish haalde. 
Hij was echter wel succesvol in grasbaanraces en speedwayraces. Daarin waren de Douglas DT 5, de Douglas DT 6, de Douglas SW 5 en de Douglas SW 6 de sterkste tot deze leidende positie werd overgenomen door de JAP-eencilinders. 
Met een Brough Superior SS 100-motorfiets en een oude Allard-auto reed hij heuvelklimraces. Bij een ongeluk met de Allard liep hij een schedelfractuur op. Na dit ongeluk bouwde hij een aantal specials voor betrouwbaarheidsritten. 
Toen in 1983 het zestigjarig bestaan van de Manx Grand Prix werd gevierd, was Len Parker de enige nog levende coureur die aan de eerste versie in 1923 had deelgenomen. Hij nam ook deel aan deze "Diamond Jubilee"-viering. 